# Muezín

Muezín na vrcholu minaretu svolává k modlitbě (Jean-Léon Gérôme, 1879)

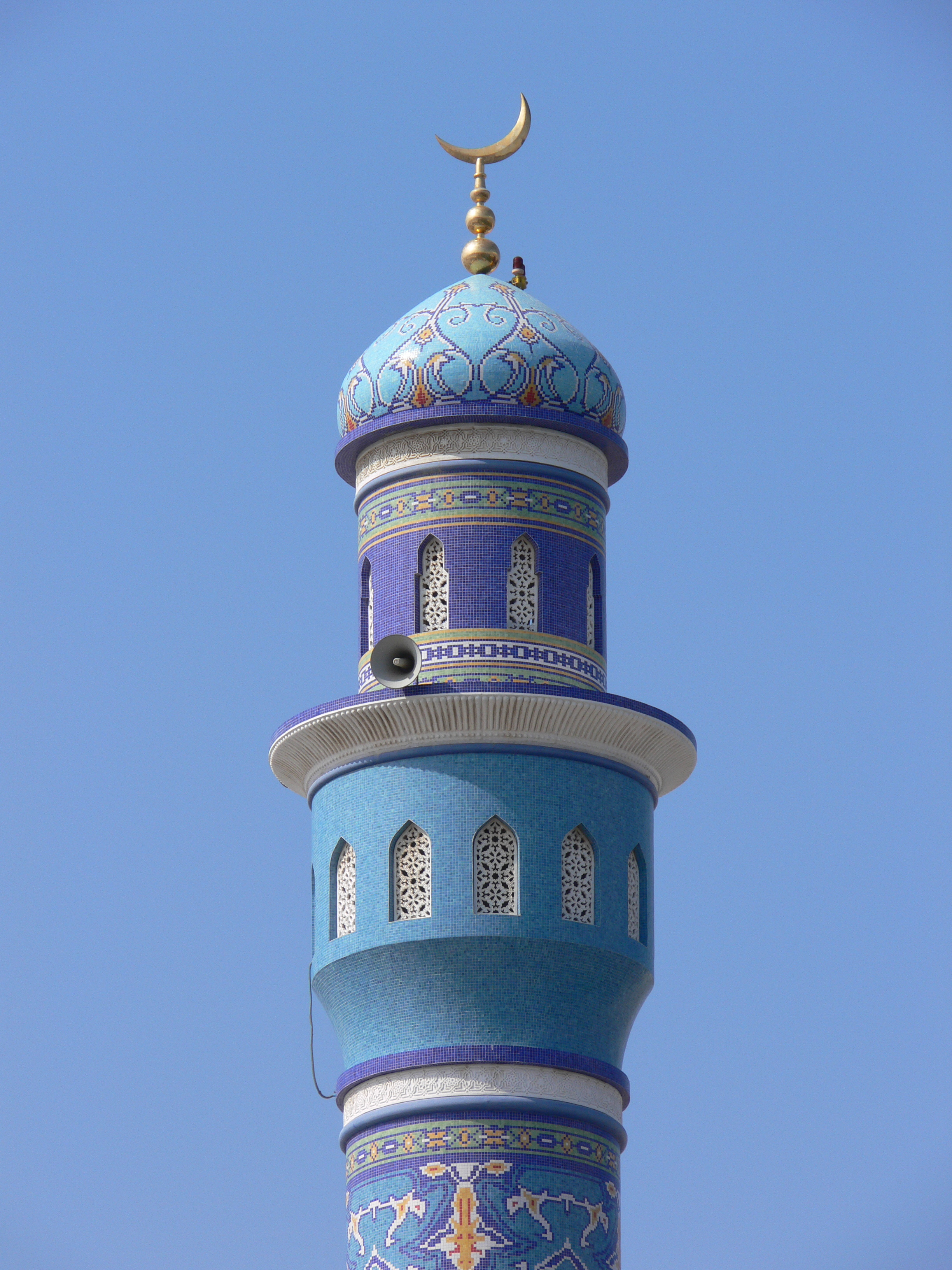
Na tomto minaretu muezzina nahradil reproduktor

Muezín (arabsky مؤذن‎) je v islámu služebník mešity, který stojí na ochozu minaretu a svolává věřící k modlitbě.
Muezín volá tzv. azán (arabsky أَذَان‎). Tak se děje celkem pětkrát denně v sunnitských zemích – před úsvitem, ráno, v poledne, večer a po západu slunce; nebo třikrát denně v šíitských zemích (Irák, Írán).[zdroj?] Dnes však již na většinách mešit nejsou muezíni, ale reproduktory, které hlásají výzvu ze záznamu; tato skutečnost je některými muslimskými kruhy často kritizována. Ve velké mešitě v Mekce však stále svolávají muezíni.
Funkce muezína existuje již od dob Mohameda. Tehdy chodil muezín ulicemi a svolával lidi k modlitbě po celém městě. Jako první muezín bývá uváděn Bilal ibn Ribah. Po smrti Mohameda vznikly pokusy nahradit funkci muezína jiným způsobem (vlajky, trumpety atp.), ale svolávání se ukázalo jako nejúčinnější.
Architektonické úpravy mešit přistavováním minaretů přinesly změnu – slepé muezíny. Lidé se báli narušení soukromí právě z ochozu minaretu, proto se na místo muezína přijímali zejména nevidomí lidé.